# Todos (Guatemala)
TODOS es un partido político guatemalteco, que fue fundado en 1995 y renombrado en 2012 como resultado de la convergencia de diputados disidentes de una amplia variedad de partidos que inició en 2011.
Desde esa fecha ha participado en dos elecciones Generales, en las elecciones legislativas de 2015 fue la tercera fuerza política del país, logrando 18 escaños al Congreso de la República, mientras que en las de 2019 logró 7 escaños, posicionándose como la octava fuerza.

## Historia

### Los Verdes
Este partido se fundó en el año de 1995 como «Unión Reformista Social», participó bajo ese nombre en las elecciones generales de 1995 únicamente en la elección de diputados distritales donde no obtuvo ninguna curul. En el año 1997 y 1998 había intentado renombrarse como «Unión Social Democrática, USD» pero no lo lograron, entre 1998 y 1999 se integraron algunos grupos ambientalistas dentro del partido y lo renombraron como «La Organización Verde (LOV)» y participó con esa denominación en la elecciones de 1999. En dichas elecciones participó en coalición con el partido Unión Democrática (UD) en la denominada «Alianza Verde» donde proclamaron a José Asturias Rudeke como candidato presidencial que no logró una gran cantidad de votos pero sí una diputación correspondiente al distrito de Huehuetenango además de 4 corporaciones municipales. Entre los años 2000 y 2001 decidieron cambiarle nuevamente el nombre a la organización y a partir de allí se denominaron como «Los Verdes» pero no pudieron participar en las elecciones de 2003, 2007 y 2011 debido a que no estaban constituidos debidamente, pues no tenían organización en el número requerido de municipios por parte del tribunal electoral.

### Partido «Todos»
En noviembre de 2011 siete diputados pertenecientes a la Unidad Nacional de la Esperanza (UNE) se declararon independientes junto al entonces presidente del Congreso Roberto Alejos, por diferencias con el Comité Ejecutivo de dicho partido. Paulatinamente más diputados de la UNE se fueron declarando independientes, pero afines al liderazgo de Alejos. Al alcanzar el mínimo requerido de once diputados, conformaron su propia Bancada Independiente, popularmente conocida como los «corbatas moradas», por la distintiva prenda que usaban los legisladores en las sesiones plenarias para diferenciarse de otras bancadas.
Alejos inició los trámites de inscripción de un nuevo partido político, pero esto llevaría mucho tiempo, así que sostuvo pláticas con el ambientalista Rodolfo Rosales García-Salas, quien era secretario general de Los Verdes desde 2001, para una eventual alianza con Los Verdes. Finalmente, el 26 de agosto de 2012 se celebró una Asamblea Nacional en la que dirigentes de Los Verdes acordaron el cambio de nombre, símbolos e ideología del partido para dar origen a la agrupación TODOS con el propósito de facilitar y acelerar el trámite de inscripción de la nueva organización al hacerlo a partir de uno ya existente. Alejos fue proclamado precandidato presidencial de cara a las elecciones generales de 2015 en dicha asamblea, sin embargo finalmente fue el economista Lizardo Sosa quien participó como candidato.
El 15 de octubre de 2012 fue emitida la resolución del Tribunal Supremo Electoral en la que se autorizaba legalmente el cambio de nombre del partido.

## Ideología
El propósito original de la Bancada Independiente Todos era desligar la agenda parlamentaria del partidismo e impulsar proyectos de trascendencia nacional desde un bloque neutral a las principales fuerzas del Congreso. Con la posterior formación de TODOS, sus líderes se definen como nacionalistas, presentando al movimiento como la convergencia de toda clase de ideologías, incluidas la socialdemocracia y el liberalismo, fundamentado principalmente en la economía social de mercado, y proyectado a la integración de la población en general.
Su logotipo es una mano abierta con los colores de la bandera nacional en un fondo morado. Para el partido, este color representa «juventud, mujeres, tradiciones y penitencia».

## Resultados electorales

### Presidenciales
| Año electoral                      | Candidato                          | 1.ª vuelta                         | 1.ª vuelta                         | 2.ª vuelta                         | 2.ª vuelta                         |                                   |
| Año electoral                      | Candidato                          | Total de votos                     | Porcentaje de votos                | Total de votos                     | Porcentaje de votos                |                                   |
| Como «La Organización Verde (LOV)» | Como «La Organización Verde (LOV)» | Como «La Organización Verde (LOV)» | Como «La Organización Verde (LOV)» | Como «La Organización Verde (LOV)» | Como «La Organización Verde (LOV)» |                                   |
| ---------------------------------- | ---------------------------------- | ---------------------------------- | ---------------------------------- | ---------------------------------- | ---------------------------------- | --------------------------------- |
| 1999                               | José Enrique Asturias Rudeke       | 25.236                             | 1,15 % (7°)                        |                                    |                                    |                                   |
| 2003                               | Ninguno                            | No postuló candidato presidencial  | No postuló candidato presidencial  | No postuló candidato presidencial  | No postuló candidato presidencial  | No postuló candidato presidencial |
| 2007                               | Ninguno                            | No postuló candidato presidencial  | No postuló candidato presidencial  | No postuló candidato presidencial  | No postuló candidato presidencial  | No postuló candidato presidencial |
| 2011                               | Ninguno                            | No postuló candidato presidencial  | No postuló candidato presidencial  | No postuló candidato presidencial  | No postuló candidato presidencial  | No postuló candidato presidencial |
| Como «Partido TODOS»               |                                    |                                    |                                    |                                    |                                    |                                   |
| 2015                               | Lizardo Sosa                       | 260.801                            | 5,33 % (6.º)                       |                                    |                                    |                                   |
| 2019                               | Fredy Cabrera                      | 138.333                            | 3,16 % (10.º)                      |                                    |                                    |                                   |
| 2023                               | Ricardo Sagastume                  | 78.503                             | 1,86 % (11.º)                      |                                    |                                    |                                   |

### Legislativos
Estos son los resultados que obtuvo en las participaciones que tuvo a partir de 1990:
| Año electoral                        | Distritales                          | Distritales                          | Distritales                          | Distritales                          | Listado Nacional                     | Listado Nacional                     | Listado Nacional                     | Listado Nacional                     | Total                                |              |
| Año electoral                        | Total de votos                       | Porcentaje                           | Escaños                              | +/-                                  | Total de votos                       | Porcentaje                           | Escaños                              | +/-                                  | Total                                |              |
| Como «Unión Reformista Social (URS)» | Como «Unión Reformista Social (URS)» | Como «Unión Reformista Social (URS)» | Como «Unión Reformista Social (URS)» | Como «Unión Reformista Social (URS)» | Como «Unión Reformista Social (URS)» | Como «Unión Reformista Social (URS)» | Como «Unión Reformista Social (URS)» | Como «Unión Reformista Social (URS)» | Como «Unión Reformista Social (URS)» |              |
| ------------------------------------ | ------------------------------------ | ------------------------------------ | ------------------------------------ | ------------------------------------ | ------------------------------------ | ------------------------------------ | ------------------------------------ | ------------------------------------ | ------------------------------------ | ------------ |
| 1995                                 | 3635                                 | 0,25 %                               | 0/64                                 | =                                    | 3402                                 | 0,20 %                               | 0/16                                 | =0                                   | 0/80                                 |              |
| Como «La Organización Verde (LOV)»   |                                      |                                      |                                      |                                      |                                      |                                      |                                      |                                      |                                      |              |
| 1999                                 | 46.364                               |                                      | 1/91                                 | 1                                    | 48.158                               | 2,29 %                               | 0/22                                 | =1                                   | 1/113                                |              |
| 2003                                 | No participó                         | No participó                         | No participó                         | No participó                         | No participó                         | No participó                         | No participó                         | No participó                         | No participó                         | No participó |
| 2007                                 | No participó                         | No participó                         | No participó                         | No participó                         | No participó                         | No participó                         | No participó                         | No participó                         | No participó                         | No participó |
| 2011                                 | No participó                         | No participó                         | No participó                         | No participó                         | No participó                         | No participó                         | No participó                         | No participó                         | No participó                         | No participó |
| Como «Partido TODOS»                 |                                      |                                      |                                      |                                      |                                      |                                      |                                      |                                      |                                      |              |
| 2015                                 | 297.029                              | 6,33 %                               | 15/127                               | 15                                   | 445.996                              | 9,62 %                               | 3/31                                 | 3                                    | 18/158                               |              |
| 2019                                 | 164.276                              |                                      | 6/128                                | 9                                    | 177.239                              | 4,93 %                               | 1/32                                 | 2                                    | 7/160                                |              |
| 2023                                 |                                      |                                      |                                      |                                      |                                      |                                      |                                      | 1                                    | 6/160                                |              |

### Municipales
| Comicios | %      | Alcaldes                  | Alcaldes en coalición     |
| -------- | ------ | ------------------------- | ------------------------- |
| 1999     | 1,20 % | No participó en solitario | 4/301En coalición con UD  |
| 2015     | 5,6 %  | 19/338                    | No participó en coalición |
| 2019     | 5,6 %  | 19/340                    | No participó en coalición |
| 2023     | 4.4%   | 15/340                    |                           |

### Parlamento Centroamericano
| Año electoral | Total de votos | Porcentaje | Escaños | +/- |
| ------------- | -------------- | ---------- | ------- | --- |
| 1995          | 2804           |            | 0/20    |     |
| 1999          | 43.571         | 2,11 %     | 0/20    |     |
| 2015          | 475.416        | 10,75 %    | 2/20    | 2   |
| 2019          | 172 741        | 5,28 %     | 1/20    | 1   |